# Aculepeira matsudae
Aculepeira matsudae är en spindelart som beskrevs av Akio Tanikawa 1994. Aculepeira matsudae ingår i släktet Aculepeira och familjen hjulspindlar. Inga underarter finns listade i Catalogue of Life.